# Kottbusser Tor
Kottbusser Tor är en torgliknande gatukorsning i stadsdelen Kreuzberg i Berlin. Den är känd som en central del i Kreuzberg och för sin tunnelbanestation och kallas i folkmun "Kotti". Platsen har sit namn efter den stadsport som tidigare fanns här och som var en del av Berliner Zollmauer. Muren revs på 1860-talet. Namnet är en bibehållen äldre stavning av Cottbus. 
Kottbusser är en viktig trafikknutpunkt i Kreuzberg: Söderut går Kottbusser Strasse i riktning mot Kottbusser Damm och i öst-västriktning Skalitzer Strasse. Därtill går två tunnelbanelinjer här. Platsen präglas av höghus byggda under efterkrigstiden. Under 1950-talet revs här gamla byggnader och gav plats för nya höghus av arkitekten Wassili Luckhardt och det i betong byggda Neue Kreuzberger Zentrum (NKZ) som byggdes 1969-1974. 
Kottbusser Tor med omkringliggande kvarter är en av Berlins sociala brännpunkter och har blivit känt för sociala problem, däribland droghandel. Berlins stad har initierat projekt för att komma till rätta med problemen. Initiativ från privat och offentlig sida har gjort att man lyckats minska de våldsamheter som tidigare ägde rum i samband med 1 maj.